# مانوک گاسپاریان
مانوک هوهانسی گاسپاریان (ارمنی: Մանուկ Հովհաննեսի Գասպարյան؛ زادهٔ ۱۶ سپتامبر ۱۹۴۹ - درگذشته ۱۰ ژانویهٔ ۲۰۰۸) یک  سیاستمدار اهل ارمنستان بود که از تاریخ ۱۹۹۹ تا تاریخ ۲۰۰۷ سمت نمایندگی دوره‌های دوم و سوم مجلس ملی جمهوری ارمنستان را برعهده داشت.

## زندگی‌نامه
در ۱۶ سپتامبر ۱۹۴۹ در کاساخ به دنیا آمد و از دانشگاه دولتی مهندس عمران مسکو فارغ‌التحصیل شد.  وی در ۱۰ ژانویهٔ ۲۰۰۸ در ۵۸ سالگی درگذشت.

## یادداشت
1. ↑  hy:Հայաստանի ժողովրդական կուսակցություն
2. ↑  Մոսկվայի ինժեներաշինարարական ինստիտուտ